# موريسي جونسون
موريسي جونسون هو سياسي كندي، ولد في 21 أكتوبر 1932 في كندا، وتوفي في 14 يوليو 2003 في كندا بسبب حادث مرور. حزبياً، نشط في الحزب الكندي التقدمي المحافظ. وقد انتخب عضو مجلس العموم الكندي.